# 坪・丸のハートがキラーン
坪・丸のハートがキラーン（つぼまるのはーとがきらーん）は、山陰放送（BSS）で毎月第3土曜日17:15～17:45に放送されていたラジオ番組。2008年3月の放送分にて、レギュラー放送としては放送終了。

## パーソナリティー
- 坪山奏子（担当時BSSアナウンサー）
- 丸山聡美（BSSアナウンサー）

両者とも2007年に入社したアナウンサーで、両者をまとめて「坪丸コンビ」と呼ばれている。

## 主なコーナー
- キラキラアイテム

## テーマソング
- Tommy february6「MaGic in youR Eyes」（坪山アナがTommy february6ファンを公言している）